# Générac (Gironde)
Générac település Franciaországban, Gironde megyében. Lakosainak száma 551 fő (2022. január 1.). Générac Campugnan, Saint-Girons-d’Aiguevives, Saint-Paul és Saugon községekkel határos.

## Népesség
A település népességének változása:
| Lakosok száma | 486  | 460  | 465  | 563  | 579  | 555  | 541  | 541  | 544  | 551  |
|               | 1968 | 1982 | 1990 | 2006 | 2013 | 2015 | 2017 | 2019 | 2020 | 2022 |